# Lonicera trichosepala
Lonicera trichosepala är en kaprifolväxtart som först beskrevs av Alfred Rehder, och fick sitt nu gällande namn av Ping Sheng Hsu. Lonicera trichosepala ingår i släktet tryar, och familjen kaprifolväxter. Inga underarter finns listade i Catalogue of Life.